# St. Johannes der Täufer (Oberflossing)

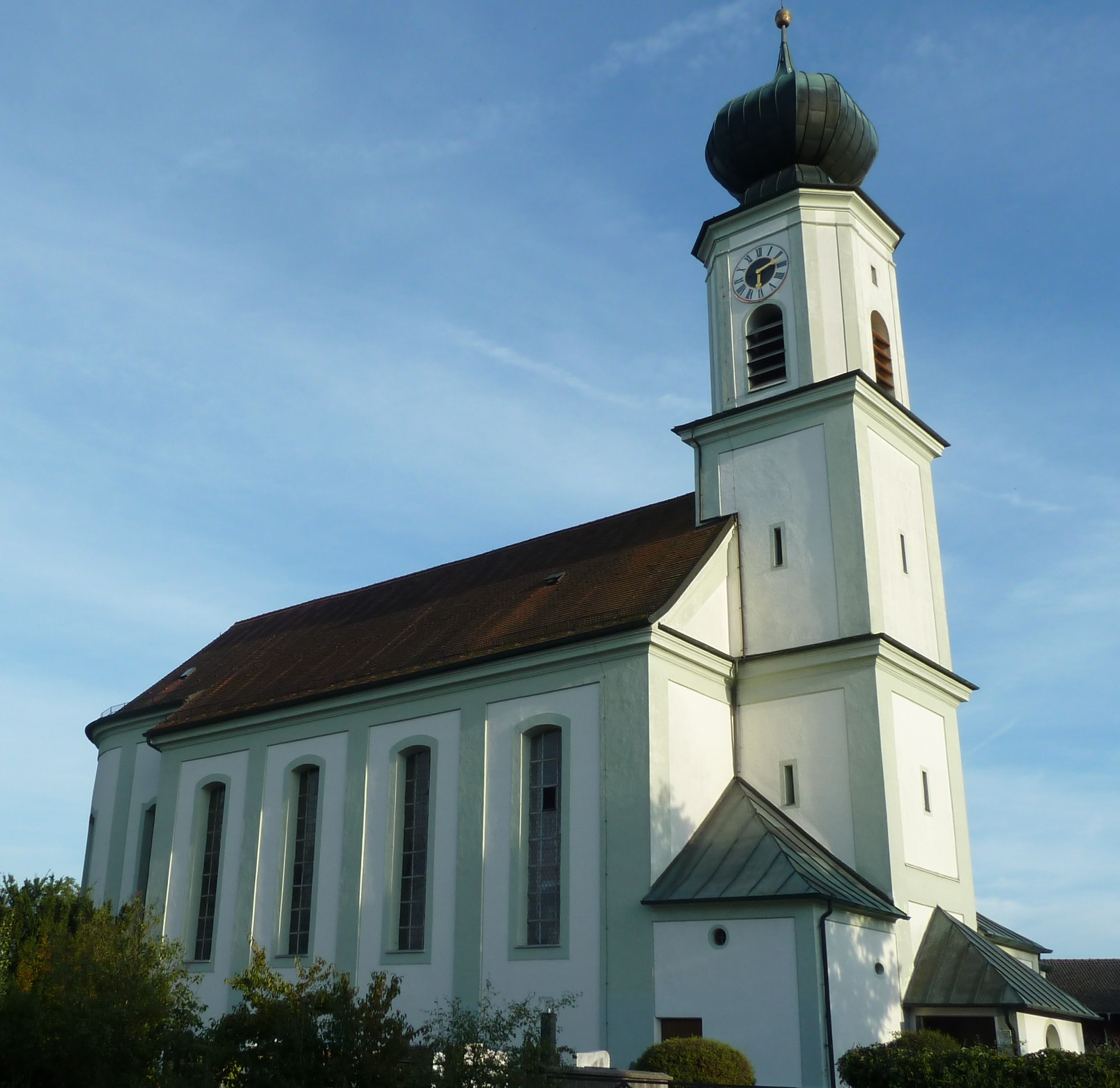
St. Johannes der Täufer in Oberflossing

Die römisch-katholische Kirche St. Johannes der Täufer ist die Pfarrkirche der Pfarrei Flossing. Sie steht in Oberflossing, einem Gemeindeteil von Polling im oberbayerischen Landkreis Mühldorf am Inn. Die Kirche steht unter Denkmalschutz und wird in der Liste der Baudenkmäler in Polling (bei Mühldorf am Inn) als Baudenkmal unter der Nr. D-1-83-136-44 geführt. Die Pfarrei ist Teil des Pfarrverbands Kraiburg-Flossing und gehört zum Dekanat Mühldorf im Erzbistum München und Freising.

## Beschreibung
St. Johannes der Täufer ist eine barocke Saalkirche mit durch Lisenen gegliederten Außenwänden. Infolge des Brandes ihres Vorgängerbaus wurde sie nach einem Entwurf von Dominik Gläsl in den Jahren 1707 bis 1711 neu errichtet. Sie hat ein Langhaus zu vier Jochen, einen eingezogenen, halbrund geschlossenen Chor im Osten und einen mit einer Zwiebelhaube bedeckten Kirchturm auf quadratischem Grundriss im Westen. Das achteckige Obergeschoss des Turms enthält die Turmuhr und den Glockenstuhl.
Der Innenraum des Langhauses ist mit einem Stichkappengewölbe überspannt. Die Deckenmalerei gestaltete 1772 Martin Heigl. Die Fresken über der Empore brachte 1777 Balthasar Mang ein.
Der Hochaltar aus Stuckmarmor wird von den Skulpturen des Korbinian und des Erasmus von Antiochia flankiert.